# Résolution 2774 du Conseil de sécurité des Nations unies
Membres permanents
- Chine
- États-Unis
- France
- Royaume-Uni
- Russie

Membres non permanents
Résolution no 2773 Résolution no 2775
La résolution 2774 du Conseil de sécurité des Nations unies a été adoptée le 24 février 2025. Il s'agit de la première résolution non procédurale adoptée sur l'invasion à grande échelle de l'Ukraine par la fédération de Russie, après que plusieurs propositions précédentes se sont heurtées à l'opposition russe, membre permanent de ce Conseil, disposant à ce titre d'un droit de veto,.

## Aperçu

### Contexte
La résolution a été présentée par les États-Unis d'Amérique et a pu être adoptée grâce à l'amélioration des relations russo-américaines après l'entrée en fonction de Donald Trump un mois plus tôt, en tant que président des États-Unis,.  La représentante des États-Unis, Dorothy Shea, a affirmé que l'objectif de la résolution était simplement d'encourager la fin de la guerre. Les États européens lui ont reproché de ne pas « critiquer la Russie » ni de soutenir l'intégrité territoriale de l'Ukraine, son unité, son indépendance politique et l'intangibilité et l'inviolabilité de ses frontières,. L’adoption de cette résolution est le signe d’un fossé grandissant entre les États-Unis d’un côté et l’Ukraine et ses soutiens européens de l’autre,. La onzième session extraordinaire d'urgence de l'Assemblée générale des Nations unies a adopté un texte similaire également présenté par les États-Unis, mais amendé sur proposition des États européens avant le vote du Conseil de sécurité de l'ONU le même jour. En outre, cette même session avait auparavant adoptée, toujours le même jour, une résolution présentée par l'Ukraine, beaucoup plus complète.
Cette session a été ajournée et reprise de nombreuses fois depuis le début de l'invasion à grande échelle, et reste temporairement ajournée. En effet, plus de vingt réunions plénières distinctes ont été organisées par l’Assemblée générale des Nations unies, réunie en onzième session extraordinaire d'urgence, depuis 2022.

### Adoption
La résolution 2774 a été approuvée avec dix voix pour, les États-Unis et la Russie votant notamment ensemble, cinq abstentions (Danemark, France, Grèce, Slovénie et Royaume-Uni) et aucune voix contre.  Il s’agit de la troisième résolution adoptée par le Conseil de sécurité de l’ONU concernant la guerre russo-ukrainienne depuis 2014.
Les États-Unis, qui avaient présenté leur projet de résolution sans consultations préalables avec les autres membres du Conseil de sécurité, avaient sollicité de la Chine, qui présidait le Conseil de sécurité pour le mois de février 2025, qu'elle organise un vote le lundi 24 février au matin, avant le vote à l'Assemblée générale. Cette dernière lui préféra l'après-midi, avant une présentation et un débat de haut niveau devant le Conseil en présence de Rosemary DiCarlo, Secrétaire générale adjointe des Nations unies aux affaires politiques et à la consolidation de la paix, ainsi que les représentants de l'Ukraine et d'autres pays voisins.
Au début de la réunion, la proposition française, soutenue par le Royaume-Uni, de reporter le vote au lendemain a recueilli six voies pour (France, Royaume-Uni, Danemark, Grèce, Slovénie et Chine), trois contre (États-Unis, Somalie et Panama) et six abstentions (Algérie, Guyana, Pakistan, Corée du Sud, Russie, et Sierra Leone), soit moins que la majorité qualifiée des trois cinquièmes des membres du Conseil (neufs vote positifs) exigée par la Charte des Nations unies,.
Tout comme devant l'Assemblée générale, un amendement russe visant à insérer dans le dispositif de la résolution après « dans les plus brefs délais », les mots « notamment en s'attaquant à ses causes profondes » a été rejeté, obtenant quatre voix pour (Algérie, Chine, Russie, et Somalie), six contre (Danemark, France, Grèce, Corée du Sud, Slovénie, et le Royaume-Uni), et cinq abstention (Guyana, Pakistan, Panama, Sierra Leone, et les États-Unis). Un autre amendement russe visant à supprimer toute mention de la fédération de Russie de la résolution a également été repoussé, avec une seule voix pour (Russie), sept contre (Danemark, France, Grèce, Panama, Corée du Sud, Slovénie, et Royaume-Uni) et sept abstentions (Algérie, Chine, Guyana, Pakistan, Sierra Leone, Somalie, et États-Unis),,.
En revanche, contrairement au vote à l'Assemblée générale quelques heures plus tôt, les trois amendements proposés par les cinq membres européens (Danemark, Grèce, Slovénie, France et Royaume-Uni) et présentés par ce dernier, ont été rejetés,,,.
Le premier visant à remplacé le terme « conflit entre l'Ukraine et la fédération de Russie » par « invasion à grande échelle de l'Ukraine par la fédération de Russie » n'a obtenu que six voix pour (les auteurs rejoint par la Corée du Sud), une voix contre (Russie) et sept abstentions,.
Le deuxième amendement insérait un paragraphe au sein du préambule de la résolution « Réaffirmant son attachement à la souveraineté, à l’indépendance, à l’unité et à l’intégrité territoriale de l’Ukraine à l’intérieur de ses frontières internationalement reconnues, s’étendant à ses eaux territoriales, », a bien recueilli la majorité qualifiée nécessaire de neuf voix (les auteurs rejoints par la Corée du Sud, l'Algérie et la Somalie), cinq abstentions (Chine, Guyana, Panama, Pakistan et États-Unis) mais a été rejeté en raison de l'utilisation par la Russie de son droit de veto,.
Enfin, le troisième amendement, qui proposait de remplacer la fin du dispositif, après le mot plaide, les mots « pour une paix juste, durable et globale entre l’Ukraine et la fédération de Russie, conformément à la Charte des Nations unies et aux principes de l’égalité souveraine et de l’intégrité territoriale des États », a lui aussi bien recueilli la majorité qualifiée nécessaire avec onze voix en faveur (les auteurs rejoints par la Corée du Sud, l'Algérie, la Chine, la Somalie et le Sierra Leone), trois abstention (Panama, Pakistan et États-Unis) mais a été rejeté en raison de l'utilisation par la Russie de son droit de veto,.

### Réactions
À la suite de l'adoption de la résolution, Dame Barbara Woodward, représentant le Royaume-Uni, a déclarée : « Cette guerre est illégale, une violation claire de la Charte de l’ONU et une menace pour les principes fondateurs de l’ONU. Personne ne veut la paix plus que l’Ukraine, mais les termes de cette paix ont leur importance ». Son homologue français, Nicolas de Rivière, a ajouté qu'« une paix qui ne peut en aucun cas être synonyme de capitulation de l’agressé ». Ces deux États, membres permanent du Conseil de sécurité, n'ont pas utilisé leur droit de veto.
Maxime Prévot, ministre des Affaires étrangères belges dit regretter « amèrement » la position adoptée par le Conseil de sécurité.

## Texte
« Le Conseil de sécurité,

Déplorant les tragiques pertes en vies humaines qu’a causées le conflit entre la Fédération de Russie et l’Ukraine,

Réaffirmant que l’Organisation des Nations Unies a pour but premier, comme l’énonce la Charte des Nations Unies, de maintenir la paix et la sécurité internationales et de régler les différends par des moyens pacifiques,

1. Demande instamment qu’il soit mis fin au conflit dans les plus brefs délais et plaide pour une paix durable entre l’Ukraine et la Fédération de Russie. »

— Résolution 2774 du Conseil de sécurité des Nations unies

## Voir également
- Résolution 2623 du Conseil de sécurité des Nations unies
- Résolution 2166 du Conseil de sécurité des Nations unies